# Damned Devotion
Damned Devotion è il settimo album in studio della cantautrice statunitense Joan as Police Woman, pubblicato il 9 febbraio 2018.

## Tracce
1. Wonderful – 3:33
2. Warning Bell – 3:16
3. Tell Me – 3:37
4. Steed (for Jean Genet) – 4:07
5. Damned Devotion – 3:12
6. The Silence – 4:42
7. Valid Jagger – 3:27
8. Rely On – 2:42
9. What Was It Like – 4:11
10. Talk About It Later – 2:35
11. Silly Me – 3:38
12. I Don't Mind – 4:06